# کاتیوشا

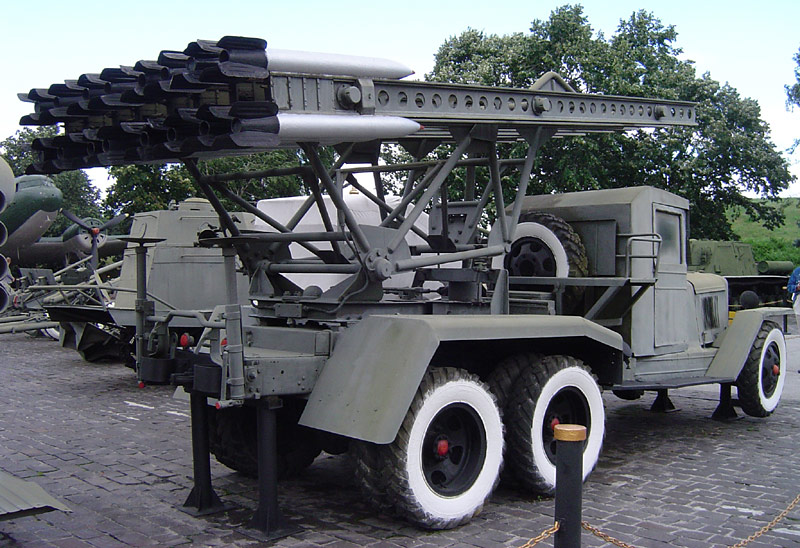
کاتیوشای بی‌ام۱۳ و راکت‌های آن در موزه جنگ میهنی کیف، اوکراین

کاتیوشا (به روسی: Катюша) گونه‌ای راکت‌انداز چندتایی است که نخستین بار در شوروی ساخته شد و به‌طور گسترده در جنگ جهانی دوم استفاده شد. کاتیوشا در مقایسه با توپ‌های جنگی توانایی شلیک حجم عظیمی از مواد منفجره را در بازه زمانی کوتاهی به سوی دشمن داشت، اما دقت کمتری داشت و مدت زمان گلوله‌گذاری دوباره آن طولانی بود. کاتیوشا سلاحی ارزان بود که امکان تولید انبوه سریع آن مهیا بود و معمولاً بر روی کامیون سوار می‌شد و نخستین توپخانه خودکششی به‌شمار می‌رفت که در شوروی به تولید انبوه رسید. قدرت تحرک بالای کاتیوشا مزیت دیگر آن بود که به آن این توانایی را می‌بخشید که پس از شلیک تغییر مکان بدهد و از ردیابی خود توسط دشمن و مواجهه با آتش ضدتوپخانه دشمن جلوگیری کند.
کاتیوشا ساختار ساده‌ای داشت و از یک ردیف ریل‌های افقی تشکیل می‌شد که راکت‌ها بر روی آن‌ها نصب شده و یک اسکلت تاشونده در زیر آن قرار می‌گرفت تا ریل‌ها را بالا برده و در حالت شلیک قرار دهد. این سلاح بر روی خودروهایی چون کامیون، شاسی تانک، تراکتورهای توپخانه‌ای، قطارهای زره‌پوش و قایق و کشتی‌سوار می‌شد. کاتیوشا نسبت به توپ‌های جنگی دقت بسیار کمی داشت، اما برای بمباران پرحجم بسیار مؤثر بود و یک آتشبار شامل ۴ کاتیوشای ب‌ام-۱۳ توان شلیک ۴ هزار و ۳۵۰ کیلوگرم مواد منفجره را در ۷ تا ۱۰ ثانیه به سوی منطقه‌ای به وسعت ۴۰۰ هزار متر مربع داشت. از کاتیوشا معمولاً در گروه‌های بزرگ استفاده می‌شد تا حجم آتش بسیار زیاد آن‌ها شوک روانی بزرگی را به دشمن وارد کند. خدمه توانا قادر بودند تا بلافاصله پس از شلیک دستگاه را جمع و به مکان دیگری منتقل کنند تا فرصت آتش ضدتوپخانه‌ای برای دشمن فراهم نشود. ایراد مهم کاتیوشا زمان طولانی بارگذاری دوباره پرتابگرها بود.
کاتیوشا در جریان جنگ جهانی دوم در سه مدل اصلی ب‌ام-۱۳ با کالیبر ۱۳۲ میلی‌متری، سبک ب‌ام-۸ ۸۲ م‌م و سنگین ب‌ام-۳۱ ۳۰۰ م‌م ساخته شد. پس از جنگ نیز پیشرفت کاتیوشا ادامه یافت و راکت‌اندازهای دیگری بر اساس آن ساخته شدند. امروزه از نام کاتیوشا در اشاره به تمامی راکت‌اندازهای چندگانه مشابه آن استفاده می‌شود.برای اهداف مقطعی اغلب از کاتیوشا استفاده می شود چون مناسب تر است.

## نام
کاتیوشا از نام ترانه‌ای رایج در دوران جنگ دوم جهانی گرفته شده که آن نیز خود از مصغر (خرد شده_ کوچک شده)  نام دخترانه «کاترینا» (کاترین) در زبان روسی آمده‌است. از آن‌جا که نام اصلی این سلاح از سوی مقامات شوروی سری نگاه داشته می‌شد و آن‌ها این موشک‌ها را تنها با کد k معرفی می‌کردند، لذا سربازان ارتش سرخ این سلاح را کاتیوشا نام‌گذاری کردند. کاتیوشا نام یک ترانهٔ محبوب در میان سربازان بود که دربارهٔ دختری بنام کاتیوشا (یکاترینا←کاتیا←کاتیوشا) است که در انتظار بازگشت محبوب خود از جبهه است.
در جریان جنگ دوم جهانی نیروهای آلمان به‌خاطر صدای راکت‌های آن و نیز شباهت لوله‌های پرتاب‌کننده راکت در آن به اُرگ، به آن «ارگ استالین» می‌گفتند.

## انواع کاتیوشا

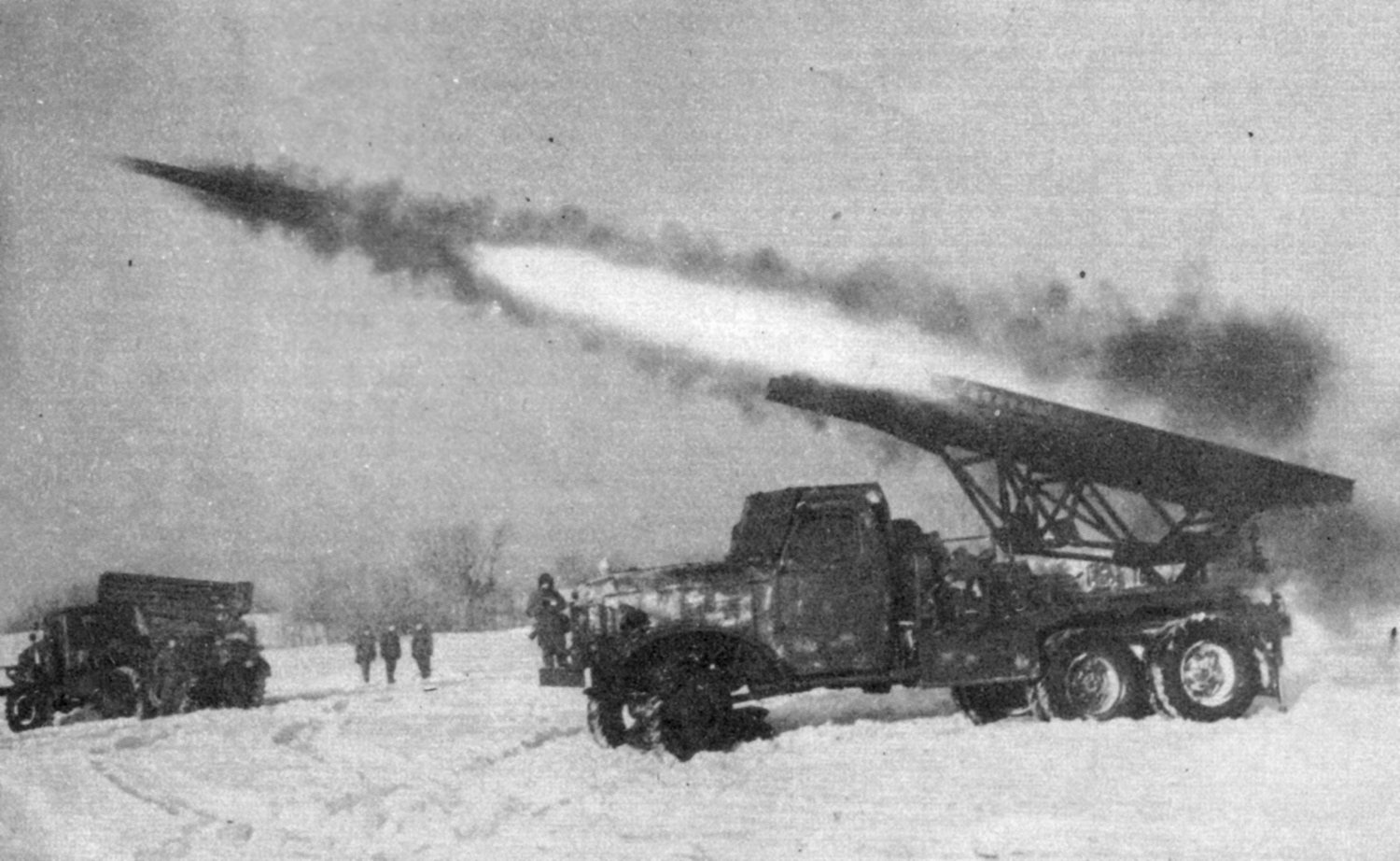
کاتیوشا مدل بی‌ام۱۳

کاتیوشای اصلی
- بی‌ام۸ با لانچرهای یک تا ۷۲ تایی
- بی‌ام۱۳ با لانچرهای ۶ تا ۲۴ تایی
- بی‌ام۳۱ با لانچرهای ۴ تا ۱۲ تایی
- بی‌ام۳۱ با لانچر ۲۵ تایی

## راکت‌اندازهای برگرفته از کاتیوشا
- بی ام13
- مینی کاتیوشا
- بی‌ام۲۴
- بی‌ام۲۷

## طراحان
نخستین کاتیوشا را «ای. گوای» در سال ۱۹۳۸ برای ارتش شوروی طراحی کرد. در ۱۹۳۹ «و.ن. گالکوفسکی» پیشنهاد پرتاب راکت‌ها به کمک ریل را مطرح کرد و نمونه‌هایی ساخته شد.

## پیشینه کاربردها
کاتیوشا در جنگ جهانی دوم به‌طور گسترده مورد استفاده ارتش سرخ در نبرد با آلمان قرار گرفت. نوع اصلی کاتیوشا یعنی ب‌ام-۱۳ در جنگ کره توسط نیروهای چینی علیه قوای سازمان ملل و کره جنوبی استفاده شد. موفقیت کاتیوشا باعث شد تا پس از جنگ ساخت راکت‌اندازهای چندگانه مشابه کاتیوشا ادامه پیدا کند. مهم‌ترین این سلاح‌ها ب‌ام-۲۱ گراد بود که در دهه ۱۹۶۰ طراحی شد. سلاح‌های مشابه کاتیوشا در بسیاری از جنگ‌ها از جمله جنگ ویتنام، جنگ شش‌روزه، جنگ یوم کیپور، جنگ افغانستان، اشغال لبنان در سال ۱۹۸۲، جنگ ایران و عراق، جنگ دوم چچنستان، جنگ قره‌باغ و جنگ اوستیای جنوبی ۲۰۰۸ استفاده شدند.
در جریان درگیری‌های لبنان در سال ۲۰۰۶ نیروهای حزب‌الله لبنان به‌صورت گسترده‌ای از راکت‌های خانواده کاتیوشا که اکثراً از راکت‌های بی‌ام-۲۱ گراد ساخت سوریه بودند برای کوبیدن پایگاه‌های نظامی ارتش و پلیس اسرائیل در شهرها و روستاها استفاده کردند که تا ۳۰ کیلومتر برد داشت و کلاهک حاوی ۳۰ کیلوگرم مواد منفجره حمل می‌کرد. به‌علت آلومینیومی بودن بدنهٔ آن، به‌هنگام انفجار بدنه سریعاً ذوب می‌شود و در نتیجه ترکش چندانی ندارد (یکی از علل تلفات کم اسرائیلی‌ها در مقابل تعداد زیاد موشک‌های شلیک شده توسط حزب‌الله، همین بوده‌است). با این حال، چیزی در حدود ۱۰۰۰ نظامی و غیرنظامی اسرائیل کشته و زخمی شدند و تعداد تلفات و افراد مجروح تقریباً برابر با ارتش لبنان بود.